# Tologo Verlag
Der in Leipzig ansässige tologo verlag wurde im Jahr 2005 gegründet. Er war 2006 erstmals auf der Leipziger Buchmesse vertreten. Das Verlagsprogramm umfasst die Themen Freie Bildung (Demokratische Schule, Sudbury-Schulen) und Freie Entwicklung (Antipädagogik). Zu den Autoren gehören u. a. Ekkehard von Braunmühl und Walther  Borgius, deren Bücher neu aufgelegt wurden sowie Bertrand Stern und  William Sears.
Im Programm sind gegenwärtig ca. 35 Titel (Bücher und DVDs). Die Zahl der Neuerscheinungen liegt bei etwa 4 bis 6 pro Jahr. Seit 2007 erscheint im Verlag vierteljährlich das unerzogen-Magazin. Bis 2009 wurde auch die Zeitschrift Natürlich Lernen vertrieben.
Im Februar 2012 wurde der Anahita Verlag übernommen.